# 에르하르트 슈미트
에르하르트 슈미트(독일어: Erhard Schmidt, 1876년 1월 13일 ~ 1959년 12월 6일)는 독일의 수학자이다. 함수해석학에 공헌하였다.

## 생애
1876년 1월 13일에, 당시 러시아 제국의 일부이던 에스토니아 타르투의 독일계 가정에서 태어났다.
괴팅겐 대학교에서 1905년에 다비트 힐베르트 아래 박사 학위를 수여받았다.
이후 베를린 훔볼트 대학교에서 교수가 되었다. 나치 독일 시대 동안 교수직을 계속하였으며, 나치 당의 반유대주의에 직접적으로 동조하지는 않았지만 나치 당에 긍정적인 태도를 보였다고 한다. 유대인이었던 이사이 슈어가 나치 독일의 정책에 대하여 비판하자, 슈미트는 슈어에게 다음과 같이 말하였다.
| “ | 만약 우리가 독일을 재무장시키고, 오스트리아를 병합하고, 자를란트와 주데텐란트를 해방시키기 위해 전쟁을 벌인다고 가정해 보게나. 이 전쟁은 50만의 젊은이들의 목숨을 앗을 것이네. 그러나 모두들 승전하신 우리의 지도자 각하를 찬양하겠지. 히틀러 각하는 50만 유대인들의 목숨을 앗아서 독일을 위하여 위대한 업적들을 달성하시었소. 언젠가 자네가 겪은 일에 대하여 보상받을 것을 희망하지만, 난 여전히 히틀러 각하께 감사드린다네. Suppose we had to fight a war to rearm Germany, unite with Austria, liberate the Saar and the German part of Czechoslovakia. Such a war would have cost us half a million young men. But everybody would have admired our victorious leader. Now, Hitler has sacrificed half a million Jews and has achieved great things for Germany. I hope some day you will be recompensed but I am still grateful to Hitler. | ” |
|   | — :180:553:358 |   |

1959년 12월 6일 베를린에서 사망하였다.

## 같이 보기
- 체비쇼프 함수
- 등주부등식